# Congoppia deboissezoni
Congoppia deboissezoni är en kvalsterart som först beskrevs av Balogh och Sandór Mahunka 1966.  Congoppia deboissezoni ingår i släktet Congoppia och familjen Oppiidae. Inga underarter finns listade i Catalogue of Life.